# Гідрогеологія Туреччини
Гідрогеологія Туреччини. 
Тер. Туреччини являє собою складну систему артезіанських басейнів (Північно-Анатолійський, Мендереський, Туз-Конійський, Антальський), представлених міжгірськими западинами, заповненими мезозойсько-кайнозойськими відкладами. 
Найзначніші ресурси підземних вод формуються у різновікових карбонатних породах. 
Сезонні коливання дебітів джерел – від десятків до декількох тис. л води на добу. Високодебітні джерела пов'язані з зонами тектонічних порушень, з контактами різних гірських порід і кайнозойськими ефузивами. Вони мають постійний режим, дебіти від 100 л/с до 6 м3/с. Некарбонатні породи, обводнені в зонах екзогенної тріщинуватості, відрізняються слабкою водоносністю. Підземні води прісні. 
У міжгірських западинах водоносними є неогенові і четвертинні утворення. У складі перших виділяють до 5-6 горизонтів потужністю 10-20 м. Вони містять напірні води, іноді самовиливні. Дебіти свердловин 1-20 л/с. Мінералізація від 0,3 до 4-5 г/л. Алювіальні і алювіально-пролювіальні четвертинні відклади являють собою складні системи водоносних і відносно водотривких горизонтів. Сер. дебіти водопунктів 10-20 л/с. Мінералізація вод від 0,2-0,8 г/л в передгір’ях до 3-10 г/л в безстічних западинах на віддаленні від гір. Відновлювальні ресурси оцінюються в 6х109 м3/рік. 